# فاكهة الشيطان (ألبوم موسيقي)
فاكهة الشيطان (باللغة الفرنسية:Fruit du démon) هو أول ألبوم موسيقي للمغني الجزائري سولكينغ الذي صدر بتاريخ 2 نوفمبر 2018 عن شركة التسجيلات كابيتول ريكوردز.

يشير عنوان الألبوم إلى المانجا ون بيس. وقد شرح سولكينغ مفهوم العنوان في إحدى أغانيه السابقة بعنوان Barbe noire حيث قال في الأغنية:
شاب وغني، أريد ثمرتي الشيطان مثل تيتش. في إشارة إلى الشباب والمال.

## الترويج للألبوم
إنطلقت بداية ترويج الألبوم بصدور الأغنية المنفردة Guérilla (التي تم تصنيفها في الألبوم)، وقد تم الكشف عنها في البداية حصريًا على Skyrock، ثم على جميع المنصات في نهاية فبراير 2018. ومنذ ذلك الحين، بدأ سولكينغ في الإعلان عن ألبومه. وفي سبتمبر 2018، جاء ليؤكد ذلك بأغنية جديدة ”Dalida“ التي احتلت المرتبة الأولى على منصة ديزر في جميع أنحاء العالم عند إصدارها. وفي أكتوبر 2018، وبصفته ضيفًا في برنامج ”بلانيت راب“ لسفيان بمناسبة إطلاق ألبوم ”93 إمباير“، أعلن في 2 نوفمبر 2018 عن إطلاق أول مشروع له بعنوان ”Fruit du démon“.
في البداية، احتوى الألبوم على 14 أغنية فقط. بعد ذلك بوقت قصير، كشف سولكينج النقاب عن ثلاث أغانٍ إضافية تضم غيمس وسفيان وجول.

## الأداء التجاري ومبيعات الألبوم
احتل سولكينغ المركز الرابع في أفضل ألبوم في الأسبوع الذي صدر فيه مشروعه، والذي باع 18357 نسخة (5800 نسخة و1206 نسخة رقمية و11351 نسخة للإستماع الإلكتروني). في بداية ديسمبر 2018، حصل الألبوم على الشهادة الذهبية، حيث وصلت مبيعاته إلى 50 ألف نسخة.
في بداية يونيو 2019، بعد سبعة أشهر من إصدار Fruit du Démon، تم بيع أكثر من 100.000 نسخة.

## الشهادات والمراكز
| الدولة              | شهادات    | المبيعات  |
| ------------------- | --------- | --------- |
| فرنسا (SNEP)        | بلاتينيوم | 100.000   |
| على المستوى العالمي | /         | 100.000 + |

| البلد                             | المركز |
| --------------------------------- | ------ |
| فرنسا (SNEP)                      | 4      |
| بلجيكا (Wallonie Ultratop)        | 10     |
| بلجيكا (Flandre Ultratop)         | 70     |
| سويسرا (Schweizer Hitparade)      | 34     |
| سويسرا (Charts Romandie)          | 21     |
| مملكة هولندا (Mega Album Top 100) | 57     |

## قائمة أغاني الألبوم
| الترتيب                                                   | عنوان الأغنية                   | الكاتب                 | المنتج             | المدة |
| --------------------------------------------------------- | ------------------------------- | ---------------------- | ------------------ | ----- |
| 1                                                         | Rockstar                        | سولكينغ                | Chafi              | 2:48  |
| 2                                                         | Bambina                         | سولكينغ                | DIIAS              | 3:05  |
| 3                                                         | Amsterdam                       | سولكينغ                | Prod.MB            | 3:03  |
| 4                                                         | Guérilla                        | سولكينغ                | DIIAS              | 3:49  |
| 5                                                         | Gucci                           | سولكينغ                | Ariya Rahimianpour | 2:30  |
| 6                                                         | Tata                            | سولكينغ                | Zeg P              | 3:02  |
| 7                                                         | Vroom Vroom                     | سولكينغ                | DIIAS              | 2:57  |
| 8                                                         | HLM                             | سولكينغ                | Djaresma           | 3:00  |
| 9                                                         | Dalida                          | سولكينغ                | DIIAS              | 3:45  |
| 10                                                        | Chica                           | سولكينغ                | SlemBeatz          | 3:22  |
| 11                                                        | Cosa Nostra مع سفيان، لاكريم    | سولكينغ ،سفيان، لاكريم | Zeg P              | 4:24  |
| 12                                                        | Youv                            | سولكينغ                | DIIAS              | 2:41  |
| 13                                                        | Mirage مع شاب خالد              | سولكينغ ،شاب خالد      | DIIAS              | 3:50  |
| 14                                                        | Paradise                        | سولكينغ                | DIIAS              | 3:25  |
| نسخة ثانية للألبوم تحتوي على 3 أغاني إضافية (Bonus Track) |                                 |                        |                    |       |
| 15                                                        | Guérilla (Remix) مع سفيان، غيمس | سولكينغ ،سفيان، غيمس   | DIIAS              | 4:37  |
| 16                                                        | Fruit de la zone مع جول         | سولكينغ ،جول           | Slam               | 3:09  |
| 17                                                        | Leila                           | سولكينغ                | Ariya Rahimianpour | 3:28  |

## الفيديوهات الموسيقية
| عنوان الأغنية | تاريخ الإصدار  | رابط المشاهدة على منصة يوتيوب |
| ------------- | -------------- | ----------------------------- |
| Dalida        | 12 سبتمبر 2018 | رابط                          |
| Vroom vroom   | 2 نوفمبر 2018  | رابط                          |
| Rockstar      | 4 فبراير 2019  | رابط                          |
| Youv          | 11 مارس 2019   | رابط                          |

## قائمة المراجع
1. ↑  Mouv', Team (5 Jun 2019). "Soolking certifié disque de platine avec "Fruit du démon"". Mouv' (بالفرنسية). Archived from the original on 2025-01-26. Retrieved 2025-06-13.
2. 1 2  "Soolking annonce la date de sortie de son album « Fruit du Démon »". https://www.booska-p.com/ (بfr-FR). Retrieved 2025-06-13. {{استشهاد ويب}}: روابط خارجية في |صحيفة= (help)صيانة الاستشهاد: لغة غير مدعومة (link)
3. ↑  "Release "Fruit du démon" by Soolking - MusicBrainz". musicbrainz.org. اطلع عليه بتاريخ 2025-06-13.
4. ↑  "Le premier album de Soolking s'appellera « Fruit du démon  » et sortira en novembre !". NewZikStreet (بfr-fr). Archived from the original on 2020-04-22. Retrieved 2025-06-13.{{استشهاد بخبر}}:  صيانة الاستشهاد: لغة غير مدعومة (link)
5. 1 2  "Soolking balance trois inédits avec JUL, Maître Gims et Sofiane [SON]". https://www.booska-p.com/ (بfr-FR). Retrieved 2025-06-13. {{استشهاد ويب}}: روابط خارجية في |صحيفة= (help)صيانة الاستشهاد: لغة غير مدعومة (link)
6. ↑  "Soolking : « Dalida », le premier extrait de son album [VIDEOCLIP]". https://www.booska-p.com/ (بfr-FR). Archived from the original on 2025-01-20. Retrieved 2025-06-13. {{استشهاد ويب}}: روابط خارجية في |صحيفة= (help)صيانة الاستشهاد: لغة غير مدعومة (link)
7. ↑  "Soolking, son hit « Dalida » dans le top 10 Mondial !". https://www.booska-p.com/ (بfr-FR). Archived from the original on 2023-03-28. Retrieved 2025-06-13. {{استشهاد ويب}}: روابط خارجية في |صحيفة= (help)صيانة الاستشهاد: لغة غير مدعومة (link)
8. ↑  Kocher, Grégory (9 Nov 2018). "https://www.13or-du-hiphop.fr/2018/11/09/soolking-les-chiffres-de-vente-de-lalbum-fruit-du-demon-devoiles/" (بfr-FR). Retrieved 2025-06-13. {{استشهاد ويب}}: روابط خارجية في |عنوان= (help)صيانة الاستشهاد: لغة غير مدعومة (link)
9. ↑  "Soolking est disque d'or avec son album « Fruit du démon » en moins d'un mois !". RapGhetto (بfr-FR). Archived from the original on 2020-03-17. Retrieved 2025-06-13.{{استشهاد بخبر}}:  صيانة الاستشهاد: لغة غير مدعومة (link)
10. ↑  "Les certifications". SNEP (بfr-FR). Archived from the original on 2025-05-28. Retrieved 2025-06-13.{{استشهاد ويب}}:  صيانة الاستشهاد: لغة غير مدعومة (link)
11. ↑  Hung، Steffen. "lescharts.com - Soolking - Fruit du démon". www.lescharts.com. مؤرشف من الأصل في 2025-04-25. اطلع عليه بتاريخ 2025-06-13.
12. ↑  "Soolking - Fruit du d mon - ultratop.be". www.ultratop.be. مؤرشف من الأصل في 2022-09-29. اطلع عليه بتاريخ 2025-06-13.
13. ↑  "Soolking - Fruit du d mon - ultratop.be". www.ultratop.be. مؤرشف من الأصل في 2022-01-03. اطلع عليه بتاريخ 2025-06-13.
14. ↑  "swisscharts". مؤرشف من الأصل في 2022-09-12. اطلع عليه بتاريخ 2025-06-13.
15. ↑  Hung، Steffen. "lescharts.ch - Soolking - Fruit du démon". lescharts.ch. مؤرشف من الأصل في 2022-09-12. اطلع عليه بتاريخ 2025-06-13.
16. ↑  "Dutch Charts - dutchcharts.nl". dutchcharts.nl. مؤرشف من الأصل في 2025-06-12. اطلع عليه بتاريخ 2025-06-13.
17. ↑  "Fruit du démon by Soolking". Genius (بالإنجليزية). Archived from the original on 2022-11-08. Retrieved 2025-06-13.

## وصلات خارجية
- فاكهة الشيطان على موقع أول ميوزيك (الإنجليزية)
- فاكهة الشيطان على قاعدة بيانات ديسكوغز (الإنجليزية)
- فاكهة الشيطان على موسوعة ميوزيك برينز (MBRG).
- فاكهة الشيطان على موقع جينيس (الإنجليزية)

## إطلع أيضا
- سولكينغ
- فينتج (ألبوم موسيقي لسولكينغ)
- بدون تأشيرة (ألبوم موسيقي لسولكينغ)